# Wittenburg (Stompetoren)
Het gebouw Wittenburg ligt aan de rand van de Noord-Hollandse plaats Stompetoren. Het pand is in 1889 gebouwd voor Kramer Glijnis. Het buitenhuis werd vernoemd naar de Alkmaarse bierbrouwer Coenraad Witte, die vòòr de bouw van het huidige pand op deze plek woonde.  Van 1987 tot 2015 was Wittenburg het raadhuis van de gemeente Schermer.
Het pand is erkend als provinciaal monument (van de provincie Noord-Holland).

## Geschiedenis
Het pand, met name het voorhuis, werd ontworpen voor een 19e-eeuwse herenboer. Het is dan ook een voormalige herenboerderij met een representatief voorhuis en daarachter de stolpschuur. Het koetshuis stond ten noordwesten van de boerderij, dit is niet langer aanwezig.
Het pand diende tot 1980 als woning van de familie Posch. Jacob Posch (1900-1980) uit deze familie, was tussen 1938 en 1965 burgemeester van de gemeente Oterleek.
Vanaf 1987 tot 31 december 2014 deed het pand dienst als gemeentehuis van de in 1970 ontstane gemeente Schermer, die per 1 januari 2015 opging in de gemeente Alkmaar. 
In maart 2020 werd bekend dat het pand dienst gaat doen als "zorgvilla".

## Exterieur
Voor het pand ligt een oprijlaan met aan beide zijdes een rij bomen, de oprijlaan is gescheiden van de weg door een ijzeren hek met daarop het gemeentewapen. De twee hekpijlers zijn geblokt en gepleisterd. Het terrein zelf is omgracht. Aan de voorkant van het pand is op de eerste verdieping een balkon geplaatst.